# Антонов Ан-10
Антонов Ан-10 „Украйна“ е съветски средномагистрален пътнически самолет. Ан-10 е задвижван от четири турбовитлови двигателя. Самолетът е разработван едновременно със своята товарна версия Антонов Ан-12 (от който са построени 1234 бройки).
Ан-10 е изведен от експлоатация заради инцидент през 1972 г., който разкрива слабост в структурата на базата на крилата. Но Ан-12 се оказва изключително здрав и благонадежден, така че все още се използва от някои страни. След извеждането на Ан-10, той е заменен първоначално от Ил-18 и Антонов Ан-24 и по-късно от Ту-134.